# مراونة الثانية (عنافجة)
مراونة الثانية (بالفارسية: مراونه دو) هي قرية وتقع في إيران في قسم عنافجة الريفي. يقدر عدد سكانها بـ 429 نسمة بحسب إحصاء 2016.